# Zgornja Lipnica
Zgornja Lipnica is een plaats in Slovenië en maakt deel uit van de gemeente Radovljica in de NUTS-3-regio Gorenjska. De plaats telde 179 inwoners op 1 januari 2020.